# Franciszek Kubrak
Franciszek Kubrak (ur. 25 września 1891 w Ubieszynie, zm. 16 kwietnia 1940 w Kalininie) – polski policjant, przodownik Policji Państwowej na kresach wschodnich, więzień w Ostaszkowie, zamordowany przez NKWD w Kalininie.

## Życiorys
Urodził się 25 września 1891 roku w Ubieszynie, syn Tomasza i Marii Krokos. Ukończył szkołę podstawową w Ubieszynie. 
Podczas I wojny światowej walczył w armii austriackiej, następnie walczył w wojnie polsko-bolszewickiej. 1 maja 1920 roku wstąpił do Policji Państwowej. Pełnił służbę w woj. tarnopolskim, m.in. na Posterunkach w: Załuczu, Lackiem, Złoczowie, Strusowie, Łoszniowie i Janowie. Od 20 lutego 1937 roku był komendantem Posterunku w Koszlakach.
We wrześniu 1939 roku został osadzony w obozie jenieckim w Ostaszkowie, następnie przewieziony do więzienia  NKWD w Kalininie (lista wywozowa L. 033/2 (56), 1653) i 16 kwietnia 1940 roku w piwnicach Obwodowego Zarządu NKWD zamordowany. Został pochowany w zbiorowej mogile w Miednoje.
25 kwietnia 2010 roku w Bydgoszczy, podczas uroczystości upamiętniających zamordowanych w 1940 roku polskich jeńców wojennych, został pośmiertnie nominowany na stopień aspiranta.